# Anoploderomorpha densepunctata
Anoploderomorpha densepunctata es una especie de escarabajo longicornio del género Anoploderomorpha, tribu Lepturini, subfamilia Lepturinae. Fue descrita científicamente por Hayashi & Villiers en 1994.
El período de vuelo de la especie se presenta durante el mes de mayo.

## Descripción
Mide 11,5 milímetros de longitud.

## Distribución
Se distribuye por China.